# Tbk (to Bartodzieje kurwo)
Tbk (to Bartodzieje kurwo) – mixtape polskiego rapera Bedoesa. Wydawnictwo ukazało się 22 grudnia 2014 roku nakładem wytwórni muzycznej Freshville Records.

## Lista utworów
Opracowano na podstawie materiału źródłowego.
1. „Intro (TBK)”
2. „TBK”
3. „Fani”
4. „Skit 01 (Gta:Sa)”
5. „Numb”
6. „Skit 02”
7. „Każdy”
8. „Started from the bottom”
9. „Wiem”
10. „Zaręczony”
11. „Stop”
12. „Skit 03”
13. „Hollywood”
14. „Abraham Leancoln”
15. „No Flex Zone rmx”
16. „Amen”
17. „Stary bedo 2”
18. „Skit 04”
19. „Outro (TBK)”
20. „Piekło”